# Rhodesiella nigritibia
Rhodesiella nigritibia är en tvåvingeart som beskrevs av Cherian 1973. Rhodesiella nigritibia ingår i släktet Rhodesiella och familjen fritflugor. Inga underarter finns listade i Catalogue of Life.